# Casa Colorada

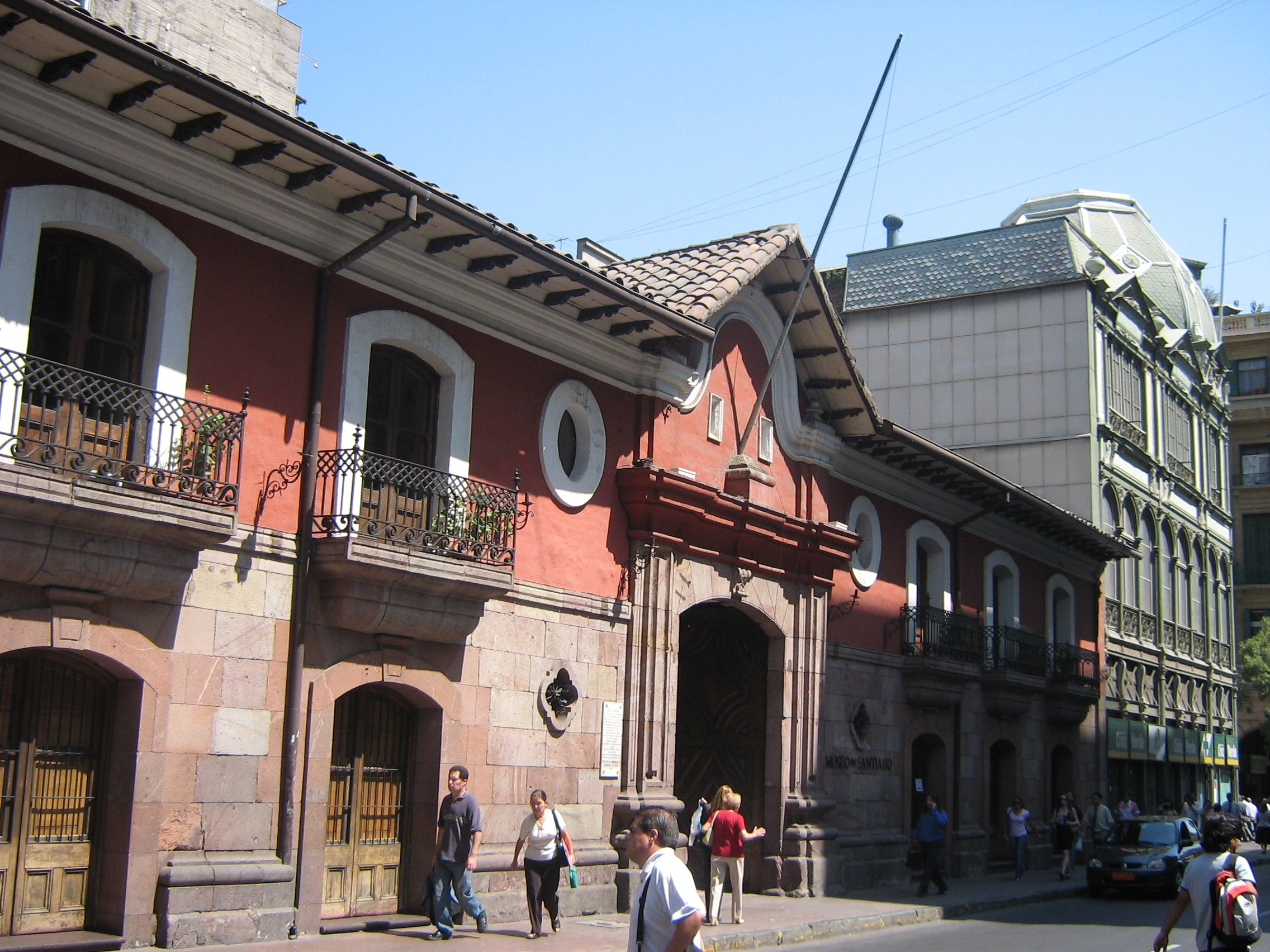
A Casa Colorada.

A Casa Colorada é uma casa colonial situada em Santiago, Chile. Foi construída no ano de 1769, por Joseph de la Vega para Mateo de Toro y Zambrano, e atualmente é sede do  Museo de Santiago (Português: Museu de Santiago). A casa possui um telhado de barro, janelas, varandas e paredes pintadas de vermelho escuro, consistindo em dois andares. 
Os visitantes podem percorrer as casas dos dois grandes pátios para chegar ao Museo de Santiago, que ocupa cinco dos quartos da Casa Colorada. O museu explora a história de Santiago desde a era pré-colombiana até à época contemporânea.